# Тиммерман (чин)
Тиммерман (нидерл. timmerman, нем. zimmermann — циммерман — старший корабельный плотник) — по 1722 год младший чин, затем — должность в русском флоте в XVII—XIX веках.

## История
Звание тиммермана появилось в России в конце XVII века.
В начале XVIII века в России по указу Петра I стали готовить собственных кораблестроителей. На верфях были введены тиммерманские ученики 2-го и 1-го классов, которые работали в течение нескольких лет под руководством корабельных подмастерьев и корабельных мастеров, после сдачи экзаменов лучшие из учеников производились в чин обученного тиммермана.
20 (31) августа 1798 года в Санкт-Петербурге и Николаеве были основаны первые в мире военно-морские инженерные учебные заведения — училища корабельной архитектуры, которые должны были готовить младшие офицерские чины для кораблестроительных верфей. В училище принимали тиммерманов и тиммерманских учеников, которым после окончания курса обучения присваивалось звание драфцмана (чертёжник-конструктор), с присвоением чина 14-го класса Табели о рангах.
С 1815 года Училище корабельной архитектуры в Санкт-Петербурге стало готовить тиммерманов высшего разряда с чином 12—13-го класса Табели о рангах.
В 1817 году состоялся пятый по счёту выпуск из Училища корабельной архитектуры. Блестяще выдержав все выпускные экзамены, С. Бурачек и его друг И. Амосов, ставшие впоследствии известными кораблестроителями, были первыми среди семи выпущенных в тот год «обученных тиммерманов». За отличные успехи и примерное поведение С. О. Бурачеку и И. А. Амосову присвоили чины 12-го класса, а всем остальным выпускникам — 13-го класса.
В декабре 1826 года звание тиммермана было отменено. Приказ Адмиралтейств-коллегии гласил: «корабельные мастера, равно драфцмана и тиммерманы офицерских чинов, переименовываются в корабельные инженеры».

## Персоналии
Ниже представлены некоторые персоналии бывшие тиммерманами:
- И. А. Амосов
- В. И. Берков[7]
- С. О. Бурачек
- Ф. Т. Загуляев[8]